# Takaro
Takaro est une banlieue et un ward constituant de la cité de Palmerston North, dans la région de Manawatū-Whanganui, située dans l’Île du Sud de la Nouvelle-Zélande.

## Situation
Elle est localisée à l’est de Highbury, 
à l’ouest du secteur de l’hôpital de Pamerston North
et au nord du CBD de Palmerston North.
Le secteur comprend les banlieues de «Takaro Park», «Kawau Stream Reserve», «Clausen Reserve», «Gloucester Reserve», «Coronation Park», «Takaro Bowling Club», «Takaro Tennis Club», «Masonic Court», la maison de retraite « Rose A Lea»  et la maison de retraite de « Palmerston Manor Retirement Home» .

## Démographie
Elle avait une population de 5 253 habitants lors du recensement néo-zélandais de 2013, ce qui représente 6,6 % de la population de l'ensemble de Palmerston North.
Takaro, comprenant les zones statistiques de « Takaro North » et « Takaro South», couvre une surface de 2,00 km2.
Au total, la banlieue avait une population de 5 748 habitants lors du recensement néo-zélandais de 2018, en augmentation de 177 personnes (soit 3,2 %) depuis le recensement néo-zélandais de 2013 , et une augmentation de 117 personnes (soit 2,1 %) depuis le recensement de 2006 en Nouvelle-Zélande.
Il y avait 2 163 logements.
On notait la présence de 2 823 hommes et 2 919 femmes, donnant un sexe ratio de 0,97 homme pour une femme, avec 1 104 personnes (soit 19,2 %) âgées de moins de 15 ans, 1 647 personnes (soit 28,7 %) âgées de 15 à 29 ans, 2 331 personnes (soit 40,6 %) âgées de 30 à 64 ans, et 669 personnes (soit 11,6 %) âgées de 65 ans ou plus.
L’ethnicité était pour 75,6 % européens/Pākehā, 22,6 % Māoris, 7,0 % personnes venant de l'(océan Pacifique, 9,3 % d’origine asiatique et 2,6 % d’une autre ethnicité (le total peut faire plus de 100 % dans la mesure où une personne peut s’identifier avec de multiples ethnicités en fonction de l'origine de ses parents).
Le pourcentage de personnes nées outre-mer était de 16,6 %, comparé avec les 27,1 % au niveau national.
Bien que certaines personnes objectent à donner leur religion, 53,0 % n’avaient aucune religion, 31,7 % étaient chrétiens, 1,4 % étaient hindouistes, 1,0 % étaient musulmans, 1,3 % étaient bouddhistes et 3,8 % avaient une autre religion.
Parmi ceux d’au moins 15 ans d’âge, 903 personnes (soit 19,4 %) avaient une licence ou  un degré universitaire supérieur, et 840 personnes (18,1 %) n’avaient aucune qualification formelle.
Le statut d’emploi de ceux d’au moins 15 ans d’âge était pour 2 319 personnes (soit 49,9 %): employées à plein temps, 675 personnes (soit 14,5 %) étaient employées à temps partiel et 249 personnes (soit 5,4 %) étaient sans emploi.
| Nom              | Population | logements | âge médian | revenus médian |
| ---------------- | ---------- | --------- | ---------- | -------------- |
| Takaro North     | 3294       | 1,251     | 31,8 ans   | 27 800 $.      |
| Takaro South     | 2454       | 912       | 30,2 ans   | 29 700 $.      |
| Nouvelle-Zélande |            |           | 37,4 ans   | 31 800 $       |

## Éducation
- L’école de Takaro est une école primaire , publique, mixte[7],[8] avec un effectif de 225 élèves en juin 2024[9].

- L’école de «Monrad Intermediate» est une école publique, mixte, de type «intermédiare»[10],[11] avec un effectif de 173 élèves[12]

- L’école «Our Lady of Lourdes » est une école primaire catholique intégrée au public[13],[14] avec un effectif de 134 élèves[15].

## voir aussi
- Liste des villes de Nouvelle-Zélande
- Cité de Palmerston North